# トム・ローバック
トム・ローバック（Tom Roebuck, 2001年1月7日 - ）は、プレミアシップ・ラグビーのセール・シャークスに所属しているラグビーユニオン選手であり、イングランド代表の資格を持つ。

## 経歴
スコットランドのインヴァネス生まれ。イングランドのクリストルトン高校（Christleton High School）からウィラル・グラマー（Wirral Grammar）に進学した。学生時代はチェスターRUFC（Chester RUFC）でプレーした。
2017年、U18セール・シャークスに所属し、アイルランド遠征を行い、無敗を果たす。
2018年7月、U18イングランド代表としてU18ンターナショナルシリーズに出場。
2018年10月26日、セール・シャークスのシニア選手として、イングランドのクラブリーグ プレミアシップ・ラグビーの開幕戦でデビュー。2019年9月28日のサラセンズ戦で、初トライを挙げた。
2019年4月、U18イングランド代表として、U18シックス・ネイションズ・フェスティバルに出場。
2020年と2021年には、U20イングランド代表として、U20シックス・ネイションズに出場。
2024年6月22日、イングランド代表として、日本の国立競技場で行われた日本代表戦に控えから出場し、代表デビューを果たす。11月24日に、トゥイッケナムで行われた日本代表戦で、代表初トライを決めた。